# Llanddoged and Maenan
Llanddoged and Maenan (en anglais) ou Llanddoged a Maenan (en gallois) est une communauté du borough de comté de Conwy, au pays de Galles.
Comme son nom l'indique, elle se compose des villages de Llanddoged (en) et Maenan (en). Elle est située dans le centre du borough de comté, à 4 km au nord-est de la ville de Llanrwst. Au recensement de 2011, la communauté comptait 602 habitants.